# Мартін Кербер
Мартін Георг Еміль Кербер (нім. Martin Georg Emil Körber; 7 липня 1817, Винну (Тартумаа) — 7 квітня 1893, Аренсбург) — російський (ліфляндський) пастор — представник прибалтійської Євангелічно-лютеранської Церкви, письменник, музикант, композитор. Син пастора Едуарда Філіпа Кербера; онук пастора Пауля Йоганна Кербера; брат пасторів Карла Едуарда Кербера та Людвіга Августа Кербера; дядько доктора медицини, професора Бернгарда Августовича Кербера.

## Біографія
Народився у Винну, у сім'ї сільського пастора Едуарда Філіпа Кербера. Середню освіту здобув у гімназії Дерпта, яку успішно закінчив у 1837 році. Того ж року, за сімейною традицією, Кербер вступив на факультет теології Дерптського університету, де раніше навчалися двоє його старших братів. З відзнакою завершивши навчання, Кербер вступив до аспірантури того ж внз. У 1842 році, успішно склавши іспити та здобувши ступінь магістра богослов'я, Кербер вирушив на острів Езель в Аренсбург. Тут він викладав у церковній школі, а з 1844 року зайняв місце вікарія церкви Св. Лаврентія. Вже 30 грудня наступного року Кербера висвятили у пастори з призначенням до церкви св. Марії в Ансекюла поблизу Аренсбурга. Зусиллями молодого пастора його парафія дуже скоро перетворилася на культурно-релігійний центр острівної Естонії, а через короткий час слава про нього поширилася всією Лівонією.
Ще з дитинства Мартін став виявляти велику цікавість до музики. Завдяки матері він чудово грав на фортепіано, співав, пробував писати. Ставши пастором, Кербер не залишив свого захоплення. Музика продовжувала займати значне місце у його житті. В Ансекюлі він знайшов чимало однодумців. Жителі островів здавна відрізнялися любов'ю до співу. Спочатку пастор створив невеликий хор при храмі, але вже невдовзі їм організували перший в Естонії світський хоровий колектив. Дуже швидко хорові співи поширилися спочатку островами, а потім всією Естонією. Вже 21 травня 1863 року зусиллями Кербера в передмісті Аренсбурга провели перший фестиваль хорового співу. З усієї Лівонії з'їхалися колективи, кількість яких наблизилася до 60. На захід завітали понад 500 глядачів. З того часу фестиваль, який і тепер нерідко називається керберівським, став на острові Езель традиційним, а любов до хорового співу виявилася чи не головною візитною карткою сучасної Естонії. Сам Кербер — автор понад 1000 релігійних і світських пісень німецькою й естонською мовами. Пісні як-от «Vaikne kena kohakene» («Гарне тихе місце»), «Mu isamaa armas» («Моя дорога батьківщина»), «Ma olen väike karjane» («Я трохи пастух»), «Kus on mu kallis isamaa?» («Де моя люба батьківщина?»), «Kiigu, liigu, laevukene» («Пливи, пливи, кораблику») залишаються популярними в Естонії протягом багатьох років.
Його музика та пісні для хору — а Мартін виявився автором близько тисячі музичних творів — входять до репертуару багатьох хорових колективів сучасної Естонії.

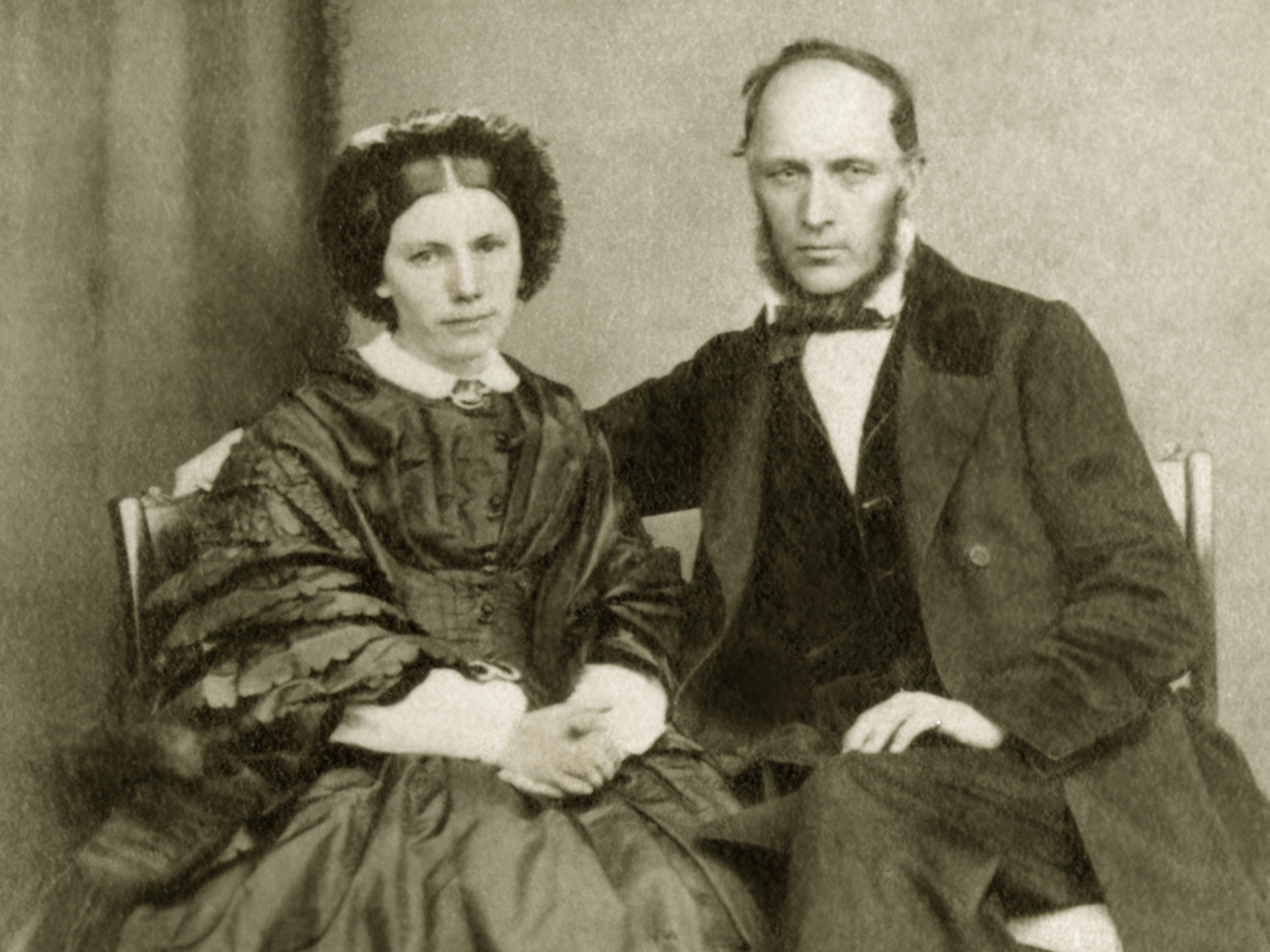
Пастор Мартін Кербер із дружиною Кароліною (уродженою Гессе)

Але не лише музика займала пастора. У 1875 році, залишивши службу, він переїхав до Аренсбурга. Так само як раніше батько, Мартін цілком присвятив себе літературній та науково-історичній діяльності, вивченню місцевого фольклору та минулого Лівонії. Він написав і видав оповідання, спогади, проповіді, кілька богослужбових книг. Катехізис Кербера витримала 57 видань загальним тиражем 300 тисяч екземплярів. Дослідження Кербера міфологічної легендарної постаті Суура Тілля (Великий Тілль), книги, присвячені історії Естонії — «Матеріали з історії Езель» та 900-сторінковий «Острів Сааремаа досі» видавалися кілька разів.
Мартін Кербер помер 7 квітня 1893 року, його поховали на цвинтарі «Кудьяпе» (Аренсбург). Пам'ять про нього збереглася донині. Щороку біля могили, де похований пастор, відбувається панахида.

## Сім'я
- дружина: Кароліна Елізабет, уроджена Гессе (Hesse) (27 листопада 1828, Пярну — 6 січня 1921, Тарту) — дочка пастора Конрада Едуарда Гессе (4 листопада 1796 — 18 вересня 1882), тітка письменника, лауреата Нобелівської премії Германа Гессе;
- дочка Агнес Кербер (21 січня 1847, Аренсбург — 6 листопада 1927, Тарту);
- син: Конрад Кербер (24 вересня 1848, Ансекюла — 26 травня 1890, Аренсбург).

## Пам'ять
У 1934 році одна з вулиць у Курессаарі отримала ім'я пастора Мартіна Кербера.